# Anna Wimschneider
Anna Wimschneider (ur. 16 czerwca 1919 w Pfarrkirchen, Bawaria, zm. 1 stycznia 1993 w Pfarrkirchen) – niemiecka pisarka chłopskiego pochodzenia.

## Życiorys
Urodziła się jako czwarte z dziewięciorga dzieci. W wieku ośmiu lat straciła matkę, która zmarła przy kolejnym porodzie. Odtąd sama musiała dbać o gospodarstwo domowe z wielką rodziną. W 1939 wyszła za Alberta Wimschneidera, który jednak szybko został powołany do wojska i ciężko ranny wrócił z drugiej wojny światowej. W 1941 roku przyszła na świat ich pierwsza córka Carola. Anna Wimschneider tymczasem dalej prowadziła gospodarstwo i pomagała czterem starym krewnych. Mąż wrócił z wojny w 1945 roku. Po wojnie urodziły im się jeszcze dwie córki. W 1990 roku wydano srebrną monetę z podobizną pisarki, która przez całe swoje życie mieszkała w Pfarrkirchen, mimo trudu i bólu, jaki kojarzył jej się z tym miejscem. W 1990 roku została odznaczona Orderem Zasługi Republiki Federalnej Niemiec oraz otrzymała nagrodę Bayerischer Poetentaler.

## Twórczość
W 1981 roku chora na astmę i cukrzycę Anna postanowiła opisać swoje życie aby zostawić pamiątkę dla wnuków. Wspomnienia wydało monachijskie wydawnictwo Piper Verlag w 1985 roku pod tytułem Herbstmilch – Lebenserinnerungen einer Bäuerin (Polewka – wspomnienia chłopki). Do druku przygotowała ją Katharina Meschkowski. Poprawiła częściowo tekst zachowując gwarę. Dla jej zrozumienia opracowano przypisy. Powieść zdobyła tak wielką popularność, że już w 1988 roku została sfilmowana przez Josepha Vilsmaier. Ukazało się 50 wydań (w tym 23 w miękkiej oprawie). W 2007 roku książkę wydano w formie audiobooka. 

## Upamiętnienie
W 2017 roku spadkobiercy Anny przekazali Bawarskiej Bibliotece Państwowej pamiątki po pisarce. Wśród nich znalazł się rękopis powieści Herbstmilch, fotografie, korespondencja oraz Order Zasługi Republiki Federalnej Niemiec.